# The Believers (1987)
The Believers is een Amerikaanse horrorfilm uit 1987 onder regie van John Schlesinger. Het verhaal is gebaseerd op dat uit het boek The Religion (1982) van Nicholas Conde.

## Verhaal
Psycholoog Cal Jamison (Martin Sheen) leidt een prettig leven met zijn vrouw Lisa (Janet-Laine Green) en hun zoontje Chris (Harley Cross). Dat verandert wanneer Lisa overlijdt doordat ze geëlektrocuteerd wordt door een defect koffiezetapparaat terwijl ze in een plas geknoeide melk staat. Wanneer Cal daarna zijn en Chris' leven weer op de rails probeert te krijgen, gaat dat niet zonder slag of stoot. Hij wordt opnieuw verliefd, op overbuurvrouw Jessica Halliday (Helen Shaver). Chris is niettemin nog niet over de dood van zijn moeder heen en accepteert haar niet. Daarnaast wordt Cals hulp ingeroepen door politie-inspecteur Sean McTaggert (Robert Loggia). Hij heeft te maken met een reeks op rituele wijze gepleegde kindermoorden. De rationale Cal komt erachter dat er zich lokaal heel wat mensen bezighouden met Santería. Hij wil daar meer van weten, maar de personen die openlijk uitkomen voor hun geloof daarin willen hem niet helpen, uit angst daarvoor gestraft te worden. Chris heeft niettemin een ketting gemaakt van een voorwerp dat hij in het park vond, waarmee hij zichzelf onbewust geselecteerd heeft als volgende beoogde offer van een ondergrondse Santería-sekte.

## Rolverdeling
| Acteur            | Personage          |
| ----------------- | ------------------ |
| Martin Sheen      | Cal Jamison        |
| Helen Shaver      | Jessica Halliday   |
| Harley Cross      | Chris Jamison      |
| Robert Loggia     | Lt. Sean McTaggert |
| Elizabeth Wilson  | Kate Maslow        |
| Harris Yulin      | Robert Calder      |
| Lee Richardson    | Dennis Maslow      |
| Richard Masur     | Marty Wertheimer   |
| Carla Pinza       | Carmen Ruiz        |
| Jimmy Smits       | Tom Lopez          |
| Raúl Dávila       | Oscar Sezine       |
| Malick Bowens     | Palo               |
| Janet-Laine Green | Lisa Jamison       |